# Понугаев, Владимир Гаврилович
Владимир Гаврилович Понугаев (28 июля 1910, Санкт-Петербург — 19 августа 1998, Санкт-Петербург) — советский хоккеист с мячом и с шайбой, гандболист. Судья, тренер. Мастер спорта СССР (1947).

## Карьера
Владимир Понугаев играл в хоккей с мячом на позиции нападающего и полузащитника. С 1931 по 1953 года играл за ленинградские команды фабрики им. Урицкого, Промкооперацию, Динамо, ГОЛИФК, Спартак, ДКА/ОДО, КВИФК. В первом чемпионате страны защищал цвета ленинградского «Спартака». Играл в финале Кубка СССР 1937 года в составе СКИФа.
В 1935 году стал бронзовым призёром чемпионата СССР в составе сборной ВЦСПС. В том же году стал чемпионом ВЦСПС. Чемпион Ленинграда 1931, 1937, 1948, 1949, 1951, 1952, 1953.
В чемпионатах 1950, 1951 и 1952 года, выступал за команду КВИФК. В 1952 стал серебряным призёром чемпионата СССР, в 1951 и 1952 годах становился финалистом Кубка СССР. Трижды (1950, 1951, 1952) включался в список 22 лучших игроков чемпионата.
Участвовал в блокадном матче 7 июня 1942 года. Во время эвакуации в Казани играл в футбол, на позиции вратаря, в команде Н-ского завода, костяк которого составляли игроки «Зенита».
В первые послевоенные годы создавал ленинградскую хоккейную школу. Играл в составе команды Дома Офицеров им. С. М. Кирова, будущем СКА. Первый чемпионат СССР команда закончила на 9-м месте.
Мастер спорта СССР (1947).
Судил матчи высшей лиги по хоккею с мячом с 1954 по 1962 года. Так же судил матчи высшей лиги по хоккею с шайбой. Обладатель знака Почётный судья по спорту (1979).
Один из основателей педагогической школы хоккейных тренеров.
С 1974 по 1981 года был тренером по хоккею с мячом и на траве детских команд Красной Зари из Ленинграда.
Играл в гандбол за ленинградскую команду КВИФК.
Более четверти века работал на кафедре спортивных игр Военного института физкультуры, создал институтскую гандбольную команду, которая под его руководством завоевала бронзовые медали чемпионата СССР 1956 года — первые в истории ленинградского ручного мяча.
Награждён медалями За оборону Ленинграда, За боевые заслуги, За победу над Германией в Великой Отечественной войне 1941—1945 гг. и орденами Орден Отечественной войны II степени Красная Звезда